# Эндрюс, Фрэнк
Фрэнк Максвелл Эндрюс (англ. Frank Maxwell Andrews; 3 февраля 1884 — 3 мая 1943) — американский генерал-лейтенант, один из создателей ВВС США.

## Биография
Родился в Нашвилле (штат Теннесси); его дед был кавалеристом, сражавшимся вместе с Натаниэлем Форестом. В 1902 году поступил в Военную академию в Вест-Пойнте, которую закончил в 1906 году, и был распределён в 8-й кавалерийский полк. С октября 1906 года по май 1907 года служил на Филиппинах, затем — в Форт-Хуачуке (штат Аризона). В 1912 году был повышен в звании до 1-го лейтенанта и переведён во 2-й кавалерийский полк, расквартированный в Форт-Блиссе (штат Техас). В 1916 году был повышен в звании до капитана.
После вступления США в Первую мировую войну Эндрюс получил 5 августа 1917 года временное звание майора и зачислен в Секцию авиации Корпуса сигнальщиков. С 26 сентября 1917 года по 25 апреля 1918 года он служил при главе Корпуса сигнальщиков в Вашингтоне (округ Колумбия), а затем был переведён в Роквелд-Филд (штат Калифорния), где прошёл подготовку на младшего военного авиатора. Затем он руководил аэродромами в Техасе и Флориде, а после войны сменил Уильяма Митчелла на посту главы авиационной части американской оккупационной армии в Германии. Там он получил постоянное звание майора, а затем перешёл из кавалерии в авиацию, которая с 6 августа 1920 года стала отдельным родом войск в армии.
После возвращения в 1932 году в США Фрэнк Эндрюс стал первым комендантом лётной школы в Келли-Филд (штат Техас). В 1927 году он поступил в Тактическую школу Воздушного корпуса в Лэнгли-Филд (штат Виргиния), а в следующем году — в Школу высшего командного и штабного состава в Форт Ливенворте (штат Канзас). После получения звания подполковника Эндрюс в 1930—1931 годах возглавлял Отдел тренировок и операций Воздушного корпуса, а затем командовал 1-й группой преследования в Селфидж-Филде (штат Мичиган). После окончания в 1933 года Армейского военного колледжа Эндрюс в 1934 году вернулся в Генеральный штаб.
В марте 1935 года начальник штаба армии Дуглас Макартур назначил Фрэнка Эндрюса командовать свежесформированными Воздушными силами главной штаб-квартиры, в результате чего все военно-воздушные подразделения армии США были консолидированы под единым командующим. Эндрюс получил временное звание бригадного генерала, а в следующем году — временное звание генерал-майора. Он выступал за использование в больших масштабов бомбардировщиков B-17, но в октябре 1935 года Макартура сменил на посту начальника штаба армии Мэлин Крэйг, который считал, что Воздушный корпус должен заниматься лишь поддержкой наземных войск, и приоритет получили бомбардировщики B-18.
Своими выступлениями в пользу выделения авиации в отдельный род войск Эндрюс нажил себе много врагов, и по окончании его четырёхлетнего срока на посту командующего Воздушными силами главной штаб-квартиры он не был вновь назначен на этот пост, и 1 марта 1939 года, вновь получил постоянное звание полковника, был отправлен в фактическую ссылку в Сан-Антонио в качестве авиационного офицера 8-го корпусного района. Однако четыре месяца спустя, когда Джордж Маршалл стал начальником штаба армии, он вызвал своего бывшего советника по авиации в Вашингтон и, дав Эндрюсу постоянное звание бригадного генерала, сделал его заместителем начальника штаба армии по оперативной части.
В 1940 году возглавил ВВС Зоны Панамского канала, а в 1941 году — Командование обороны Кариб. В 1942 году отправился в Северную Африку, и три месяца командовал из Каира всеми вооружёнными силами США на Ближнем Востоке.
5 февраля 1943 года на конференции в Касабланке был назначен командующим всеми вооружёнными силами США на Европейском театре военных действий вместо Дуайта Эйзенхауэра. Однако 3 мая 1943 года B-24, на котором Эндрюс совершал инспекционный полёт, разбился в Исландии на горе Фаградальсфьядль .
Похоронен на Арлингтонском национальном кладбище. В его честь названа авиабаза Эндрюс в Мэриленде.